# Gran Premio de España de Motociclismo de 1996
El Gran Premio de España de motociclismo de 1996 fue la cuarta prueba del Campeonato del Mundo de Motociclismo de 1996. Tuvo lugar en el fin de semana del 10 al 12 de mayo de 1996 en el Circuito Permanente de Jerez, situado en la ciudad  andaluza de Jerez de la Frontera, España. La carrera de 500cc fue ganada por Mick Doohan, seguido de Luca Cadalora y Tadayuki Okada. Max Biaggi ganó la prueba de 250cc, por delante de Tetsuya Harada y Ralf Waldmann. La carrera de 125cc fue ganada por Haruchika Aoki, Emilio Alzamora fue segundo y Noboru Ueda tercero.

## Resultados 500cc
| Pos. | Piloto              | Constructor   | Tiempo/Retirado | Puntos |
| ---- | ------------------- | ------------- | --------------- | ------ |
| 1    | Mick Doohan         | Honda         | 47:28.064       | 25     |
| 2    | Luca Cadalora       | Honda         | +2.677          | 20     |
| 3    | Tadayuki Okada      | Honda         | +14.644         | 16     |
| 4    | Loris Capirossi     | Yamaha        | +17.030         | 13     |
| 5    | Alberto Puig        | Honda         | +21.534         | 11     |
| 6    | Kenny Roberts Jr    | Yamaha        | +21.814         | 10     |
| 7    | Jean-Michel Bayle   | Yamaha        | +26.312         | 9      |
| 8    | Alex Barros         | Honda         | +38.120         | 8      |
| 9    | Shinichi Itoh       | Honda         | +38.444         | 7      |
| 10   | Carlos Checa        | Honda         | +49.478         | 6      |
| 11   | Juan Borja          | Elf 500       | +59.336         | 5      |
| 12   | James Haydon        | ROC Yamaha    | +1:08.537       | 4      |
| 13   | Frédéric Protat     | ROC Yamaha    | +1:09.082       | 3      |
| 14   | Jeremy McWilliams   | ROC Yamaha    | +1:09.509       | 2      |
| 15   | Sean Emmett         | Harris Yamaha | +1:21.050       | 1      |
| 16   | Eugene McManus      | Yamaha        | +1:43.550       |        |
| 17   | Toshiyuki Arakaki   | Harris Yamaha | +1 Vuelta       |        |
| 18   | Jean Pierre Jeandat | Paton         | +1 Vuelta       |        |
| 19   | Adrian Bosshard     | Elf 500       | +1 Vuelta       |        |
| 20   | Lucio Pedercini     | ROC Yamaha    | +6 Vueltas      |        |
| Ret  | Norifumi Abe        | Yamaha        |                 |        |
| Ret  | Doriano Romboni     | Aprilia       |                 |        |
| Ret  | Àlex Crivillé       | Honda         |                 |        |
| Ret  | Daryl Beattie       | Suzuki        |                 |        |
| DNS  | Scott Russell       | Suzuki        |                 |        |

- Pole Position: Mick Doohan, 1:43.866
- Vuelta Rápida: Luca Cadalora, 1:44.812

## Resultados 250cc
| Pos. | Piloto                   | Constructor | Tiempo/Retirado | Puntos |
| ---- | ------------------------ | ----------- | --------------- | ------ |
| 1    | Max Biaggi               | Aprilia     | 46:06.154       | 25     |
| 2    | Tetsuya Harada           | Yamaha      | +12.238         | 20     |
| 3    | Ralf Waldmann            | Honda       | +15.476         | 16     |
| 4    | Jürgen Fuchs             | Honda       | +16.222         | 13     |
| 5    | Tohru Ukawa              | Honda       | +29.329         | 11     |
| 6    | Luis d'Antín             | Honda       | +29.508         | 10     |
| 7    | Olivier Jacque           | Honda       | +37.638         | 9      |
| 8    | Jean-Philippe Ruggia     | Honda       | +44.866         | 8      |
| 9    | Jamie Robinson           | Aprilia     | +50.899         | 7      |
| 10   | Luca Boscoscuro          | Aprilia     | +52.203         | 6      |
| 11   | Sete Gibernau            | Honda       | +1:06.864       | 5      |
| 12   | Sebastián Porto          | Aprilia     | +1:16.662       | 4      |
| 13   | Cristiano Migliorati     | Honda       | +1:19.461       | 3      |
| 14   | Takeshi Tsujimura        | Honda       | +1:21.196       | 2      |
| 15   | Osamu Miyazaki           | Aprilia     | +1:21.585       | 1      |
| 16   | Davide Bulega            | Aprilia     | +1:31.868       |        |
| 17   | Massimo Ottobre          | Aprilia     | +1:33.071       |        |
| 18   | Yasumasa Hatakeyama      | Honda       | +1:33.122       |        |
| 19   | Gianluigi Scalvini       | Honda       | +2 Vueltas      |        |
| Ret  | Nobuatsu Aoki            | Honda       |                 |        |
| Ret  | Vicente Esparragoso      | Honda       |                 |        |
| Ret  | Cristophe Cogan          | Honda       |                 |        |
| Ret  | Javier Marsella          | Honda       |                 |        |
| Ret  | Jurgen van den Goorbergh | Honda       |                 |        |
| Ret  | Roberto Locatelli        | Aprilia     |                 |        |
| Ret  | José Barresi             | Yamaha      |                 |        |
| Ret  | Christian Boudinot       | Aprilia     |                 |        |
| Ret  | Eskil Suter              | Aprilia     |                 |        |
| Ret  | Régis Laconi             | Honda       |                 |        |
| Ret  | Miguel Tey               | Honda       |                 |        |
| Ret  | Oliver Petrucciani       | Aprilia     |                 |        |

- Pole Position: Max Biaggi, 1:45.015
- Vuelta Rápida: Max Biaggi, 1:45.270

## Resultados 125cc
| Pos. | Piloto               | Constructor | Tiempo/Retirado | Puntos |
| ---- | -------------------- | ----------- | --------------- | ------ |
| 1    | Haruchika Aoki       | Honda       | 42:34.978       | 25     |
| 2    | Emilio Alzamora      | Honda       | +0.025          | 20     |
| 3    | Noboru Ueda          | Honda       | +0.116          | 16     |
| 4    | Valentino Rossi      | Aprilia     | +0.162          | 13     |
| 5    | Kazuto Sakata        | Aprilia     | +0.224          | 11     |
| 6    | Masaki Tokudome      | Aprilia     | +3.096          | 10     |
| 7    | Stefano Perugini     | Aprilia     | +3.326          | 9      |
| 8    | Tomomi Manako        | Honda       | +13.464         | 8      |
| 9    | Yoshiaki Katoh       | Yamaha      | +13.546         | 7      |
| 10   | Ivan Goi             | Honda       | +15.430         | 6      |
| 11   | Peter Öttl           | Aprilia     | +15.943         | 5      |
| 12   | Manfred Geissler     | Aprilia     | +23.611         | 4      |
| 13   | Dirk Raudies         | Honda       | +26.878         | 3      |
| 14   | Darren Barton        | Aprilia     | +32.756         | 2      |
| 15   | José Antonio Ramirez | Yamaha      | +32.893         | 1      |
| 16   | Josep Sarda          | Honda       | +43.570         |        |
| 17   | Youichi Ui           | Yamaha      | +53.858         |        |
| 18   | Frédéric Petit       | Honda       | +59.656         |        |
| 19   | Andrea Ballerini     | Aprilia     | +59.929         |        |
| 20   | Herri Torrontegui    | Honda       | +1:03.994       |        |
| 21   | Loek Bodelier        | Honda       | +1:04.857       |        |
| 22   | Jaroslav Huleš       | Honda       | +1:07.144       |        |
| 23   | Gabriele Debbia      | Yamaha      | +1:10.669       |        |
| 24   | Akira Saito          | Honda       | +1:27.562       |        |
| Ret  | David García         | Honda       |                 |        |
| Ret  | Álvaro Molina        | Honda       |                 |        |
| Ret  | Ángel Nieto Jr       | Aprilia     |                 |        |
| Ret  | Enrique Maturana     | Yamaha      |                 |        |
| Ret  | Garry McCoy          | Aprilia     |                 |        |
| Ret  | Stefano Cruciani     | Aprilia     |                 |        |
| Ret  | Lucio Cecchinello    | Honda       |                 |        |
| Ret  | Jorge Martínez       | Aprilia     |                 |        |

- Pole Position: Jorge Martínez, 1:49.945
- Vuelta Rápida: Kazuto Sakata, 1:49.400